# Дещиця Андрій Богданович
Андрій Богда́нович Де́щиця (нар. 22 вересня 1965, с. Спасів, Сокальський район, Львівська область, Українська РСР, СРСР) — український дипломат. Кандидат політичних наук з 1995 року.
Надзвичайний і Повноважний Посол України у Фінляндії й Ісландії (з 2007 до 2012 року), виконувач обов'язків Міністра закордонних справ України з 27 лютого до 19 червня 2014 року. Впродовж 2014—2022 років — посол України в Польщі.
Нагороджений Командорським хрестом із зіркою ордену «Заслуг перед Республікою Польща» й фінським орденом Білої троянди.
Володіє англійською, російською та польською мовами.

## Біографія
Андрій Богданович Дещиця народився 22 вересня 1965 року у селі Спасів, що на той час входило до складу Сокальського району Львівської області Української РСР СРСР.
1989 року закінчив Львівський державний університет ім. І. Франка, а 1995 року закінчив канадський Альбертський університет в Едмонтоні, де здобув кваліфікацію магістра з історії. Того ж року захистив кандидатську дисертацію на здобуття ступеню кандидата політичних наук.
У 1996—1999 роках — прессекретар, перший секретар Посольства України в Республіці Польща. У 1999—2001 роках — старший координатор Програми ПАУСІ (Польсько-Українсько-Американська Ініціатива про співпрацю) в Україні. У 2001—2004 роках — радник Посольства України у Фінляндській Республіці.
Вересень 2004 року — серпня 2006 року — радник-посланник Посольства України в Республіці Польща. Серпень 2006 року — грудень 2007 року — речник Міністерства закордонних справ України. 4 грудня 2007 року — 9 жовтня 2012 року — Надзвичайний та Повноважний Посол України у Фінляндії.
3 жовтня 2008 року — 9 жовтня 2012 року — Надзвичайний та Повноважний Посол України в Ісландії за сумісництвом. 24 серпня 2012 року отримав дипломатичний ранг Надзвичайного і Повноважного Посла (Україна). Жовтень 2012 року — лютий 2014 року — посол з особливих доручень Міністерства закордонних справ України. Січень — грудень 2013 року — Спеціальний представник Чинного голови ОБСЄ з урегулювання конфліктів.

### Виконувач обов'язків міністра

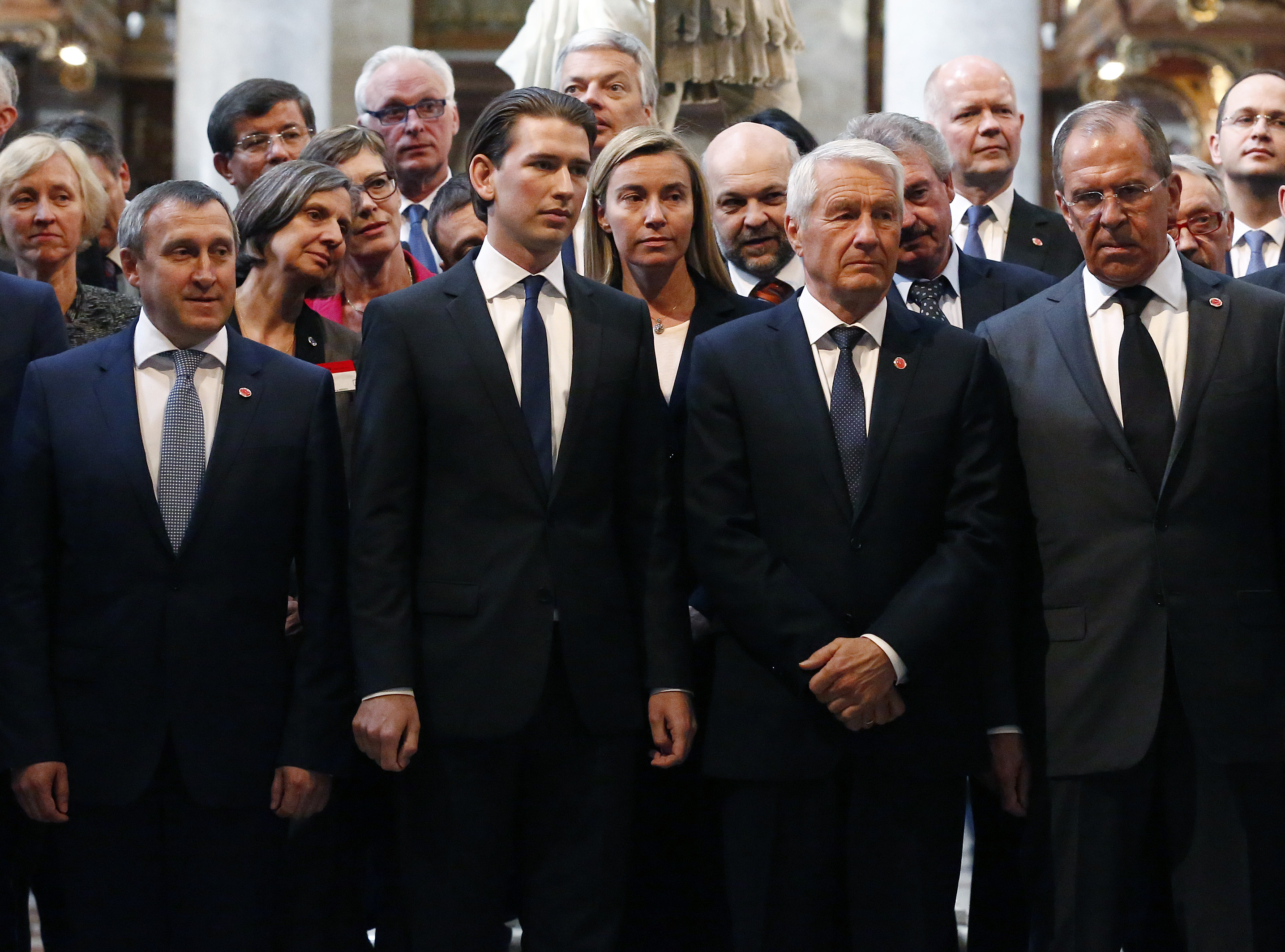
124-а сесія Комітету міністрів Ради Європи у Відні 5-6 травня 2014. Перший ряд: Міністр закордонних справ України Андрій Дещиця, Міністр закордонних справ Австрії Себастьян Курц, Генеральний Секретар Ради Європи Турб'єрн Ягланд, Міністр закордонних справ Росії Сергій Лавров. За ними — Міністр закордонних справ Італії Федеріка Могеріні

З 27 лютого 2014 року — 19 червня 2014 — в.о. Міністра закордонних справ України.

#### Резолюції генасамблеї ООН про підтримку територіальної цілісності України
На засіданні Генеральної Асамблеї ООН 27 березня 2014 року представляв резолюцію «Територіальна цілісність України», схвалену переважною більшістю голосів (100 — «за», 11 — «проти»).

#### Женевські домовленості

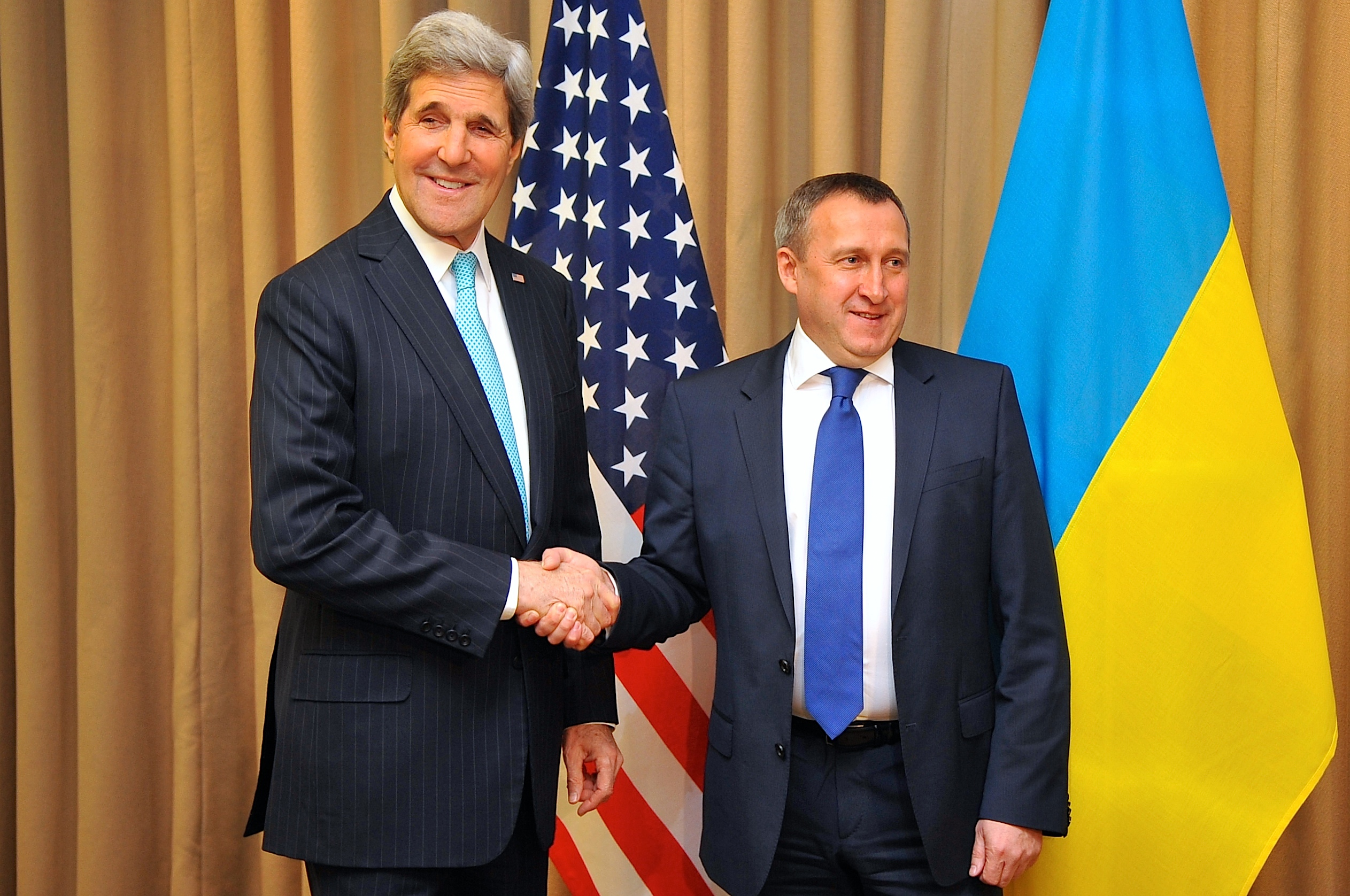
Держсекретар США Джон Керрі та міністр Андрій Дещиця у Женеві, Швейцарія, 17 квітня 2014

Представляв Україну на чотиристоронніх Женевських переговорах щодо врегулювання збройного конфлікту між Росією та Україною за участі вищих дипломатичних представників України, ЄС, США та Росії 17 квітня 2014. Попри принципові розбіжності між позиціями України, США та ЄС з одного боку та РФ — з іншого, сторони дійшли консенсусу, прийнявши Женевську заяву [Архівовано 29 травня 2014 у Wayback Machine.], яка мала закласти фундамент для деескалації напруженості в Україні.
Протягом перших днів після Женевської зустрічі український уряд здійснив низку кроків у напрямі реалізації Женевських домовленостей, що було визнано та схвалено керівництвом ЄС та США. Натомість згідно з оцінками багатьох лідерів ЄС та США, імплементація Женевських домовленостей була зірвана з боку Російської Федерації.
Схвальну оцінку зусиллям української влади щодо реалізації Женевських домовленостей зокрема надано у Висновках Ради міністрів ЄС із закордонних справ щодо України від 12 травня 2014 року.

#### «Політична частина» Угоди про асоціацію України з ЄС
Просуває євроінтеграційний курс зовнішньої політики України у напрямі підписання та імплементації Угоди про асоціацію з ЄС. Домігся підписання «політичної частини» Угоди про асоціацію між Україною та ЄС 21 березня 2014 року Разом із «економічною частиною», яка має бути підписана до кінця червня 2014 року, Угода про асоціацію є важливим кроком у напрямі набуття Україною членства в Європейському Союзі, як це передбачено Законом України «Про засади внутрішньої і зовнішньої політики» від 2010 року.

#### Прогрес у лібералізації візового режиму з ЄС
Під керівництвом Андрія Дещиці досягнуто прогрес лібералізації візового режиму з ЄС. 27 травня Європейська комісія схвалила перехід України до другого етапу лібералізації візового режиму з ЄС, визнавши, що Україна створила всі необхідні законодавчі, політичні та інституційні рамки і досягла відповідності вимогам першої фази візового діалогу.

#### Підтримка позиції України Моніторинговою місією ООН з прав людини
МЗС сприяло підготовці Другої доповіді Управління Верховного комісара ООН з прав людини, підготовлену за підсумками роботи в Україні Моніторингової місії ООН з прав людини у період 2 квітня — 6 травня. У документі надано високу оцінку крокам української сторони, спрямованим на виконання Женевських домовленостей, насамперед щодо проведення конституційної реформи та децентралізації влади. Доповідь Місії спростовує звинувачення у порушеннях в Україні прав меншин, в тому числі російської, що були сфабриковані як привід для окупації Росією Автономної Республіки Крим. Натомість Місія ООН визнала факти численних порушень прав населення Криму внаслідок російської окупації передусім у сферах забезпечення права на життя, свободу і безпеку людини, політичних, економічних й соціальних прав і прав меншин. Окрему увагу Управління Верховного комісара ООН з прав людини приділило порушенням прав людини на Сході України внаслідок незаконної діяльності збройних угруповань.

#### Зустрічі з питання врегулювання ситуації в Україні
Зусиллями МЗС та уряду питання врегулювання ситуації в Україні у зв'язку з агресією РФ неодноразово підіймалося в рамках двосторонніх та багатосторонніх міжнародних зустрічей.
Протягом 13-23 травня 2014 року Україну з офіційними візитами відвідали Федеральний міністр закордонних справ ФРН Франк-Вальтер Штайнмаєр (13 травня); Комісар ЄС з питань розширення та Європейської політики сусідства Штефан Фюле (15-16 травня); Міністр закордонних справ Польщі Радослав Сікорський (15-16 травня); Міністр закордонних справ Швеції Карл Більдт (15-17 травня); помічник Генерального секретаря ООН з прав людини Іван Шимонович (14-19 травня); Верховний комісар ОБСЄ у справах національних меншин Астрід Торс (16 травня); міністри МЗС Данії Мартін Лідегор, Норвегії Бьорге Бренде та Естонії Урмас Пает (23 травня); Голова ради директорів Національного демократичного інституту, колишній Держсекретар США Мадлен Олбрайт (21-26 травня), та інші високоповажні дипломати.

#### Інцидент біля посольства РФ
14 червня 2014, намагаючись заспокоїти протестувальників, що пікетували посольство РФ на знак протесту проти підтримки росіянами терористів, Дещиця виконав частину популярної пісні «Путін — хуйло». Інцидент викликав широкий міжнародний резонанс — російські політики висловили обурення й зажадали негайного звільнення А. Дещиці з посади, натомість посол США в Україні Джеффрі Паєтт свідчив про те, що Дещиця таким чином «намагався вирішити небезпечну ситуацію». Завдяки вчинку А. Дещиці протестна пісня набула міжнародної популярності. Скандальну пісню дипломата в YouTube переглянули понад 2 мільйони 167 тисяч (2.167.000) разів станом на 20 вересня 2014 року.
19 червня президент Порошенко подав на посаду міністра закордонних справ Павла Клімкіна; при цьому кадрові ротації були заплановані Президентом ще до інциденту.

### Посол України у Польщі 2014—2022
З 13 жовтня 2014 року до 10 червня 2022 року — Надзвичайний і Повноважний Посол України в Польщі.
19 вересня 2014 року була підписана угода про створення литовсько-польсько-української бригади у Любліні, що складається з підрозділів ЗС Литви, Польщі та України. Бригада остаточно була сформована восени 2015 року. Ця бригада стала елементом зближення України з НАТО.
Протягом 2017—2019 посольство організовувало екскурсійні поїздки для Послів, які акредитовані в України з резиденцією у Варшаві до Львова, Одеси та Києва.
28 липня 2020 року в Любліні Україна, Польща та Литва створили Люблінський трикутник — новий формат регіональної взаємодії.
У липні 2020 року Дещиця разом з Дмитром Кулебою та Яцеком Чапутовичем відкрили консульський відділ при посольстві України у новій будівлі, де громадяни України мають змогу отримувати консульські послуги у комфортних умовах.
У листопаді 2021 року Дещиця разом з мером Вроцлава Яцеком Сутриком відкрили Генеральне консульство України у Вроцлаві.
З початку повномасштабного вторгнення РФ до України, Посольство України у Польщі за сприяння польського уряду відкрили хаб, завдяки якому була налагоджена система передачі зброї та гуманітарної допомоги Україні, яка надходить як з Польщі, так і через територію Польщі з інших країн.

## Нагороди та почесні звання
- Командорський хрест із зіркою ордену «За заслуги перед Польщею» (Польща; 15 червня 2022 року)[31].
- Орден Білої троянди (Фінляндія)

## Родина та особисте життя
Батько Богдан Федорович, працював начальником пошти у Сокалі, у 1990-ті роки проводив тут перші мітинги за Україну. Мати працювала фельдшером і медсестрою. Одружений з Іриною Дещицею.